# Oologah
Oologah é uma cidade  localizada no estado norte-americano de Oklahoma, no Condado de Rogers.

## Demografia
Segundo o censo norte-americano de 2000, a sua população era de 883 habitantes.

## Geografia
De acordo com o United States Census Bureau tem uma área de
2,2 km², dos quais 2,2 km² cobertos por terra e 0,0 km² cobertos por água. Oologah localiza-se a aproximadamente 184 m acima do nível do mar.

## Localidades na vizinhança
O diagrama seguinte representa as localidades num raio de 16 km ao redor de Oologah.